# Санаксар
Санакса́р (рос. Санаксарь, ерз. Санаксырь) — селище у складі Темниковського району Мордовії, Росія. Входить до складу Старогородського сільського поселення.
Населення — 57 осіб (2010; 180 у 2002).
Національний склад (станом на 2002 рік):
- росіяни — 85 %

Стара назва — Санаксир.